# Die seltsame Geschichte des Mr. C.
Die seltsame Geschichte des Mr. C. (orig. The Shrinking Man) ist ein 1956 erschienener Science-Fiction-Roman des US-amerikanischen Schriftstellers Richard Matheson. Die erste deutschsprachige Übertragung schuf Werner Gronwald. Sie erschien 1960 unter dem Titel Die unglaubliche Geschichte des Mister C. im Heyne Verlag, München. Eine von Lore Straßl übersetzte Neuveröffentlichung kam 1983 im selben Verlag unter dem Titel Die seltsame Geschichte des Mr. C. in der Bibliothek der Science Fiction Literatur als Band 22 heraus, ISBN 3-453-30961-8.

## Handlung
Mr. Scott Carey und sein Bruder unternehmen eine Bootsfahrt auf dem Meer. Als Scotts Bruder unter Deck geht, wird Scott von einem geheimnisvollen (vermutlich radioaktiven) Sprühregen erfasst.
Nach dem Vorfall lebt er sein normales Leben weiter, doch dann fallen an ihm Veränderungen auf.
Zuerst sind ihm seine Kleider zu groß geworden. Als er auch noch immer kleiner wird, hofft er auf medizinische Hilfe. Die Ärzte stehen vor einem Rätsel und können nichts tun, um die Schrumpfung rückgängig zu machen.
Scotts Ehefrau ist entsetzt und tut nun alles, um ihm zu helfen. Sein Zustand gerät an die Öffentlichkeit und wird nun Zielscheibe neugieriger Menschen und der Medien. Auch sein Eheleben wird auf eine harte Probe gestellt. Als er immer weiter schrumpft, wird ihm sogar die Hauskatze unheimlich, ja sogar zu einer Gefahr.

## Verfilmung
Das Buch wurde 1957 von Jack Arnold unter dem Titel The Incredible Shrinking Man (Die unglaubliche Geschichte des Mr. C.) verfilmt. Das Drehbuch schrieb der Autor selbst.